# إيسبو كلا (مقاطعة فريدونكنار)
إيسبو كلا (بالإنجليزية: Esbu Kola-ye Karim Kola)‏ هي قرية تقع في مازندران في إيران. يقدر عدد سكانها بـ 377 نسمة .